# 禹之谟

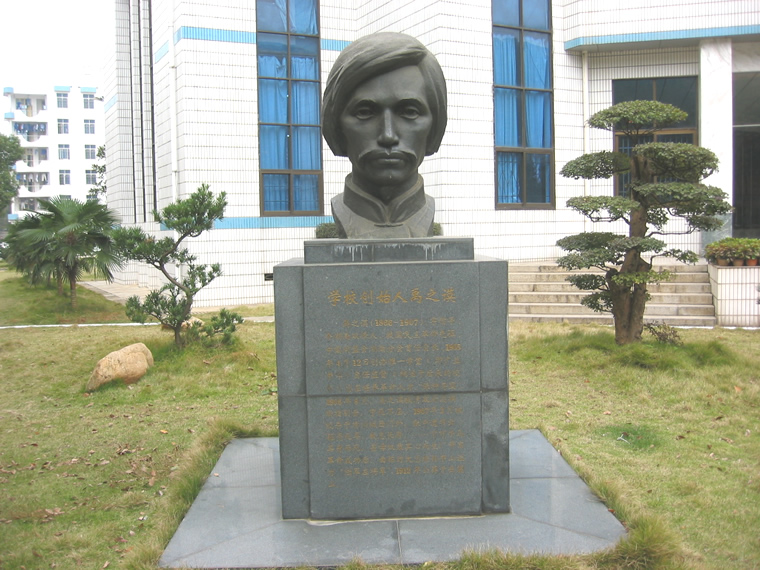
位于湖南师大附中内的禹之谟雕像

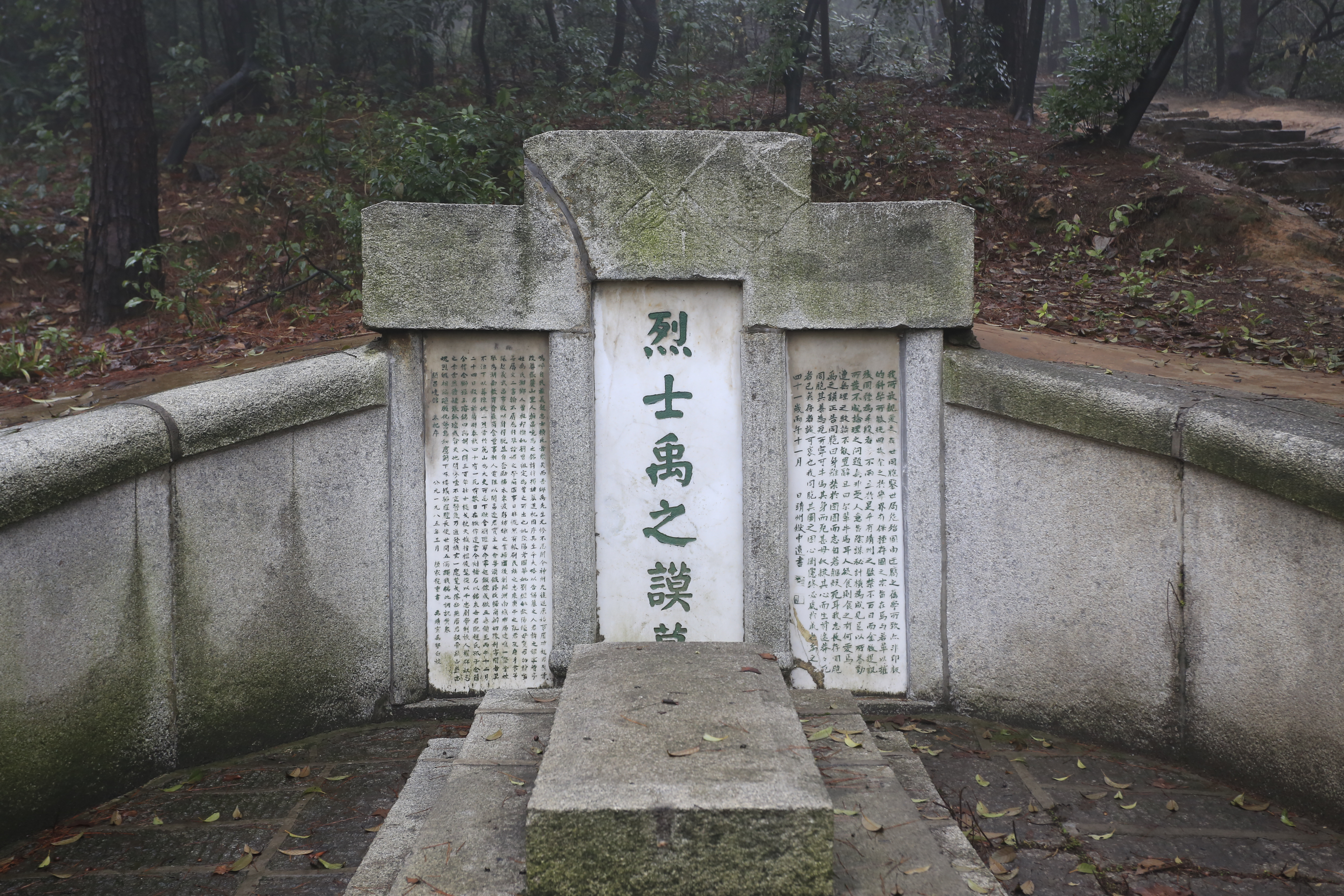
长沙岳麓山禹之谟墓

禹之谟（1866年—1907年2月6日），字稽亭，湖南湘乡（今双峰县青树坪镇）人。晚清革命家，出生在一个世代经商之家。

## 生平
1886年在南京加入清军。1894年曾随湘军参加中日甲午戰爭。後參與唐才常的自立軍活動，失敗後赴日本留學。1904年加入华兴会。次年被推为长沙商会会长和教育会长。同年加入同盟会任湖南分会会长。
1906年夏，革命烈士陈天华和姚宏业公葬长沙时，受到当地官僚和豪绅的阻挠。禹之谟发动千余学生举行游行送葬。同年被捕。次年一月初五（2月6日）被绞杀于靖州（今湖南靖县）东门，终年41岁。死前留有绝命书，1912年3月18日《神州日报》曾有刊登，并附其人事迹。
1912年10月，其遗体迁葬长沙河西岳麓山，孙中山追赠禹之谟为“陆军左将军”。

## 教育贡献
捐建湘乡县驻省中学（今湘乡一中）
1905年，禹之谟以“保种存国”为宗旨创办“惟一学堂”，后改名广益学堂，是为今日湖南师大附中之前身。
双峰二中，原起陆学校，由其堂弟禹泽亭按他的心愿于1926年建立。